# 五溝水忠勇祠
22°35′18″N 120°35′56″E / 22.588207°N 120.598769°E
五溝水忠勇祠，是位於臺灣屏東縣萬巒鄉五溝村五溝水社區公園的義民廟，祭祀在1833年在此地與平埔原住民械鬥而身亡的六堆客家人，後來產生元宵節的「萬巒五溝水殲炮城」的風俗。

## 歷史

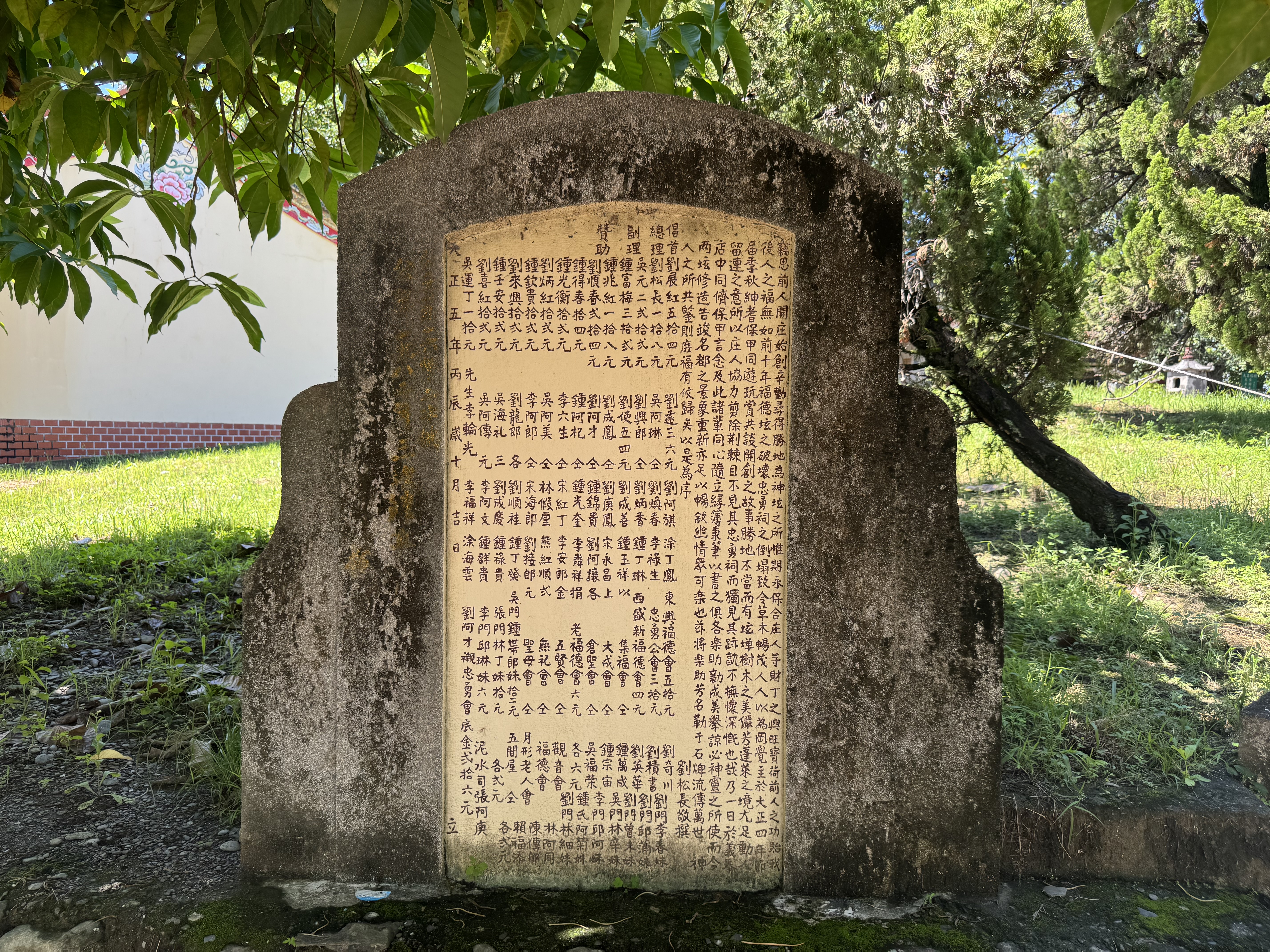
五溝水忠勇祠重建碑

臺灣清治時期，從廣東省嘉應直隸州鎮平縣粵地移民來台的客家人，在水源充裕、比鄰大武山腳下的五溝水定居，分為東興庄、西盛庄、大林庄、及新庄，因耕作需要水源，與鄰近村落因搶奪水源，常與萬金、赤山、佳佐等閩南、馬卡道族及排灣族發生衝突，當地客家人遂集結組團義勇巡視。
道光十三年（1833年）秋收，五溝大林庄三人被平埔族所殺，兩族群因此發生衝突，最後由政府調解之下，平埔原住民居住與耕地改讓與大林庄民。死傷的羅漢腳葬於原先的練兵地（今五溝社區公園內大伯公、芒果樹旁）並被立祠祭拜。
為了避免再度類似事件，嘉應州鎮平人涂禮蘭研創出放置火藥的竹簍。五溝村民在耕地範圍內會束立一支竹子於田野中，在竹子尾端掛上炮城。當遇到有任何危機狀況等，便可將附近的炮城放下引燃，通知其他村民注意或前來支援解危。後來在元宵節早上當地客家人會先祭伯公，然後下午進行稱為「殲炮城」的慶典。國分直一表示他在臺灣、中國大陸從未見過此俗。
五溝水村民於1958年成立「忠勇公會」，定期祭拜。該祠於1981年12月重建完成。

## 祭祀

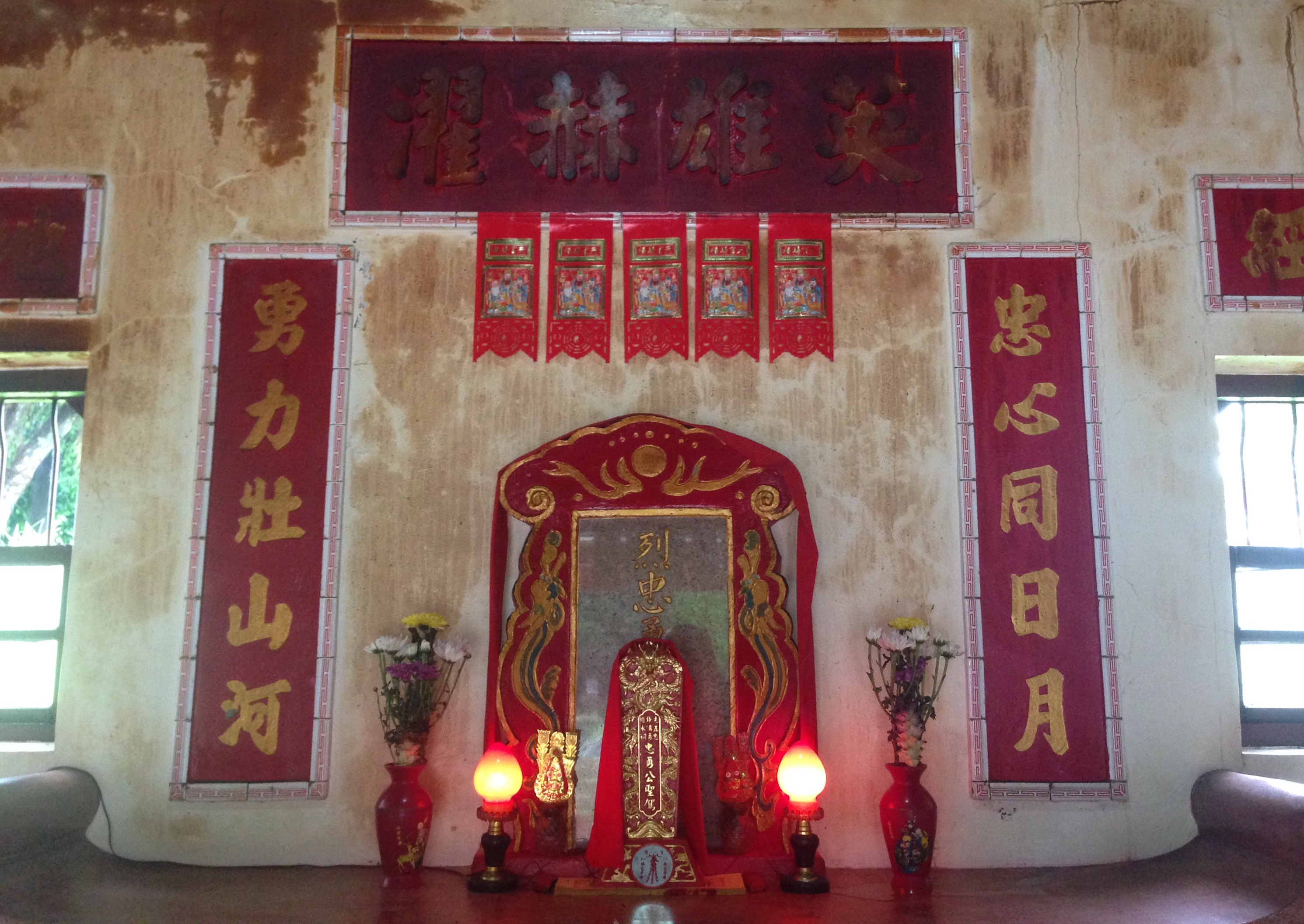
五溝水忠勇祠牌位

以每年農曆三月初三舉行祭典，為「忠勇公會」所定。忠勇公埋葬處的五溝水芒果老樹亦被當地人祭拜。炮城比賽前亦會祭祀村內的五方伯公及忠勇公。